# Avtocesta
Ávtocésta je cesta, namenjena daljinskemu prometu motornih vozil, z izvennivojskimi križišči in dvema fizično ločenima smernima voziščema, na katerih sta po dva ali več prometnih pasov (vozni, prehitevalni, počasni, pospeševalni, zaviralni) za vsako prometno smer ter odstavni pas ali odstavne niše.
Avtoceste imajo asfaltne ali cementno-betonske voziščne konstrukcije, novejše so opremljene s protihrupno zaščito. Ločilni pas med smernima voziščema je običajno ozelenjen in ima varnostno ograjo, lahko je tudi zasajen z grmičevjem; če primanjkuje prostora, je na sredini betonska varnostna ograja. Za zagotavljanje prometne varnosti imajo avtoceste odstavni pas, kjer se zasilno ustavljajo pokvarjena vozila.
Avtoceste so opremljene z oskrbnimi postajami v okviru katerih so lahko bencinske črpalke, restavracije, prostor za rekreacijo in podobno. Novejše avtoceste, predvsem pa zahtevnejši odseki s predori in viadukti so opremljeni tudi s posebno prometno opremo imenovano ITS (Intelligent transportation system) preko katere v nadzornih centrih poteka nadzor nad prometom.
Na avtocestah je splošna hitrost praviloma omejena, v Sloveniji in nekaterih drugih državah 130 km/h, v Nemčiji pa splošna hitrost ni omejena.

## Slovensko avtocestno omrežje
Prvih 32 kilometrov štiripasovne avtoceste v Sloveniji (in tudi v SFRJ) je predstavljal odsek Vrhnika - Postojna, v uporabi je od 29. decembra 1972.
Sedanji slovenski avtocestni »križ« je koncem leta 2010 obsegal:
- v smeri severovzhod-jugozahod je avtocesta A1: meja z Avstrijo - Šentilj - Maribor - Ljubljana - Srmin
  - odsek proti Italiji, avtocesta A3: razcep Gabrk pri Divači - Fernetiči - meja z Italijo
  - odsek proti Hrvaški, avtocesta A4: razcep Slivnica - Draženci - del t. i. »Pyhrnske« smeri
  - odsek proti Madžarski, avtocesta A5, Dragučova pri Mariboru - Murska Sobota - Lendava - Pince na meji z Madžarsko z odcepom hitre ceste H7 v Dolgo vas do meje z Madžarsko
- v smeri sever-jug poteka avtocesta A2: Predor Karavanke - Ljubljana - Novo mesto - Obrežje.

## Evropsko avtocestno omrežje
Večje število avtocest tvori avtocestno omrežje. Posebej gosta mreža avtocest se nahaja v Evropi, Severni Ameriki in nekaterih azijskih državah. Na celinah kot so Afrika, Avstralija in Južna Amerika so večinoma v območju velikih mest.
Avtoceste so prisotne v večini evropskih držav razen v Estoniji, Latviji, na Malti, Islandiji in še nekaterih manjših državah. V mnogo primerih predstavljajo mednarodne povezave v pomembnih prometnih koridorjih.
Zaradi naglega naraščanja prometa v Evropi, se tu nenehno gradijo ali širijo obstoječi odseki avtocest. Evropsko povprečje je 38,6 km avtoceste na 100.000 prebivalcev.

### Nemčija
Prva avtocesta na svetu je bila zgrajena v Berlinu in bila odprta leta 1921. Ker je bila zgrajena z zasebnim kapitalom, je bilo treba plačati cestnino.
Kot prva javna avtocesta Nemčije je bila po treh letih gradnje odprta 6. avgusta 1932 cesta med Kölnom in Bonnom (odprl jo je takratni župan Kölna, Konrad Adenauer - trenutno je to A555). Imela je dve ločeni smerni vozišči, kar se danes šteje kot minimalni standard za izraz "avtocesta". Leta 1958 so jo razširili, da bi zagotovili uradni status avtoceste.
Gradnja avtoceste Köln-Düsseldorf (zdaj del A3) je bila določena z zakonom leta 1929. 2,5 km dolg odsek so začeli graditi leta 1931 in je bil 1933. končan. Prvi načrt za izgradnjo resnično velike in pomembne avtoceste je bil načrt HaFraBa (hanzeatska mesta-Frankfurt-Basel), kar je približno potek današnje avtoceste A5 in v severnem delu A7. Del ceste Frankfurt-Darmstadt-Mannheim-Heidelbergu je bil dejansko zgrajen in povezan z načrti HaFraBa od leta 1933. HaFraBa je bila tudi izvor besede "avtoceste" po analogiji z železnico.

### Avstrija
Avtoceste so se začele graditi v Avstriji v času nemškega rajha po letu 1938. Istega leta so bili zaključeni prvi deli na zahodni avtocesti v bližini Salzburga. Med drugo svetovno vojno se je širitev avtocestnega omrežja v skupni dolžini 16,8 km ustavila in se nadaljevala šele potem, ko je Avstrije z Avstrijsko državno pogodbo leta 1955 ponovno postala suverena.

### Švica
Prva gorska cesta v Švici je bila "Ausfallstraße Luzern-Süd", ki je bila odprta leta 1955 (zdaj del A2). Šele pozneje s širitvijo je dobila status avtoceste, kar je uvedel "Zvezni zakon o državnem cestnem omrežju" iz leta 1960. Prva uradna avtocesta Švice se je tako zaključila leta 1963 na odseku avtoceste A1 med Ženevo in Lausanno.

### Italija
Prva avtocesta v Italiji in hkrati dostopna vsem je AUTOSTRADA dei Laghi. Prvi odsek med Milanom in Varesejem je leta 1924 gradilo zasebno podjetje Dr.-Ing. Puricelli in je bila plačljiva. Avtocesta je imela en vozni pas v vsako smer. Zgrajeni so bili tudi posebni priključki za izvoz oziroma dovoz na avtocesto.

### Francija
Prva avtocesta v Franciji, Autoroute de Normandie, je bila zgrajena leta 1940. Zaradi druge svetovne vojne so se dela zavlekla in je bila odprta šele leta 1946. Uradni naziv "AutoRoute" je bil uveden leta 1955.

### Združeno kraljestvo Velike Britanije in Severne Irske
Graditi so jih pričeli leta 1949 s posebnim cestnim zakonom. Prvo so odprli 5. decembra 1958 pri Prestonu.

### Združene države Amerike
The Long Island Motor Parkway (LIMP), znana tudi kot Vanderbilt Parkway je bila zgrajena leta 1908 kot zasebna cestna povezava v državi New York in je bila cestninska cesta. Oblikovanje križanj z drugimi cestami je bilo predhodnik današnjih rešitev. Leta 1938 jo je država New York dala zapreti.

### Nizozemska
Nizozemska ima s 57,5 kilometrov največji delež avtocestnih kilometrov na 1.000 kvadratnih kilometrih v Evropski uniji. Na splošno ima Nizozemska največjo avtocestno mrežo z 2.360 km. Najstarejša nizozemska avtocesta A12 je bila zgrajena med Haagom in Utrechtom, prvi odsek je začel obratovati leta 1937.

### Norveška
Leta 1960 so začeli na Norveškem načrtovati obsežno avtocestno mrežo, vendar se je gradnja ustavila po le 45 kilometrih zaradi visokih stroškov gradnje. Namesto tega so se omejili na gradnjo hitrih cest. Šele na prehodu v leto 2000 so pričeli z gradnjo avtocest predvsem s širjenjem obstoječih hitrih cest. Leta 2004 je norveško cestno omrežje imelo le 193 km avtocest.
Posebnost na norveškem je, da se širitev v glavnem financira iz cestnine, medtem ko je vzdrževanje v javno-zasebnem partnerstvu. Ko se investicijski stroški izplačajo, se odpravi cestnina.

### Švedska
Švedske avtoceste, znane kot Motorvägar so se pojavile šele po drugi svetovni vojni. Prvi Motorväg s standardom avtoceste po nemškem modelu je bil zgrajen odsek avtoceste med Malmöjem in Lundom in odprt leta 1953. Odsek je dolg 17 km. Leta 2007 je švedsko avtocestno omrežje sestavljalo približno 1.800 km.

### Poljska
Leta 1945 je imela Poljska le nekaj, v nacističnem obdobju zgrajenih avtocest v Pomorjanskem in Šleziji. Do leta 1970 ni bilo novih gradenj celo več, odseki so komaj ohranili stanje. Šele leta 1980 se je zares začela gradnja celovitega avtocestnega omrežja. Koncem leta 2011 ima poljsko avtocestno omrežje skupno dolžino 1.064 km po standardu še vedno zelo različnih avtocest.

## Označevanje avtocest
V Evropi so avtoceste označene z modro in zeleno oznako.

### Modre oznake
| - Belgija - Nemčija - Francija - Velika Britanija in Severna Irska - Irska - Luksemburg - Nizozemska - Norveška | - Avstrija - Poljska - Portugalska - Slovaška - Španija - Češka republika - Madžarska - Belorusija |

### Zelene oznake
| - Albanija - Azerbajdžan - Bosna in Hercegovina - Bolgarija - Danska - Finska - Grčija - Italija - Kosovo - Hrvaška | - Litva - Makedonija - Romunija - Rusija - Švedska - Švica - Srbija - Slovenija - Ukrajina - Ciper |

## Prometna pravila
Zaradi varnosti prometa in varstva okolja, imajo skoraj vse države razen Nemčije splošno omejitev hitrosti 110-130 km/h. Poleg tega je hitrost omejena glede na pogoje na cesti, gostoto in strukturo prometa, vidljivost in vreme (kot so sneg in megla). Vozniki morajo prilagoditi svojo vožnjo tudi značilnosti vozila in tovora. Na avtocestah je prepovedana vožnja (odvisno od države) vozilom s hitrostjo pod 80 km/h. Prepočasna vozila so lahko vzrok prometnim nesrečam.
Ustavljanje, obračanje, vzvratna vožnja in vožnja v nasprotno smer, so na avtocesti strogo prepovedana. Izjeme so prostori za parkiranje. Vozniki, katerih vozilo se je pokvarilo, počakajo na desni strani ceste na odstavnem pasu ali v odstavni niši (če obstajajo).

## Obseg prometa
Avtoceste so zasnovane tako, da prenesejo gost promet. Na primer 4-pasovna avtocesta z odstavnimi pasovi do 70.000 vozil na dan. Glede na delež tovornega prometa, se lahko ta vrednost spreminja. Najvišji pretok prometa v višini do 2.600 avtomobilov na uro, na voznem pasu, zaradi zmanjšane varnostne razdalje zahteva omejitev hitrosti na 85 km/h. Še večje obremenitve vodijo do zastojev. Teoretični model za razmerje med hitrostjo in pretočnostjo ceste zagotavlja temeljni diagram pretoka prometa.

## Varnost v cestnem prometu
Avtoceste imajo najnižji delež skupnega števila nesreč. K temu bistveno pripomorejo: ločena smerna vozišča, izvennivojska križanja z drugimi komunikacijami, varnostne in varovalne ograje, ustrezna prometna signalizacija in oprema za vodenje in nadzor prometa ter ustrezno redno in gradbeno vzdrževanje avtocest. Kljub velikemu prometu in visokim hitrostim, je bilo na primer na nemških avtocestah v letu 2002 le 7% nesreč s telesno poškodbo.
Praviloma so avtoceste osvetljene le v mestnih območjih ter ob večjih križanjih z drugimi cestami. Avtocestni predori so vedno osvetljeni. V številnih drugih državah (npr. Francija in Velika Britanija), je osvetljena večina avtoceste v urbanih območjih in vsa avtocestna križišča. Obstajajo nekatere države kot so Belgija in Luksemburg, kjer so avtoceste osvetljene po skoraj celotni dolžini. Kot del prihrankov energije in vzdrževanje sistema ter zmanjšanje svetlobnega onesnaževanja bo treba osvetljenost prilagoditi.

## Cestnina
V mnogih državah je treba plačati za vožnjo po avtocestah cestnino. To je lahko časovno omejena vinjeta v obliki nalepke ali se plača odvisno od dolžine prevožene poti.
V Avstriji se za tovornjake od 1. januarja 2004 dalje cestnine obračunajo s pomočjo naprave nameščene na vozilu in sistema zgrajenega vzdolž avtocest. Da bi preprečili utajo plačila cestine na vzporednih cestah, na katerih so pogosto prepovedane vožnje za tovornjake, se lahko izreče kazen. V Švici velja sistem LSVA za vse ceste, tako da ni izmikanja težkega prometa na podeželske ceste. V Nemčiji velja od 1. januarja 2005 za tovornjake cestnina, ki se pobira preko avtomatskih satelitskih naprav.

## Varstvo okolja
Gradnjo ali dograditev avtocest običajno kritizirajo okoljevarstveniki. Opozarjajo na dodatno obremenitev s prometnim hrupom na okolje. Zato je gradnja tako aktivne kot pasivne protihrupne zaščite v Evropi zelo intenzivna.
Okoljevarstveniki se pritožujejo zaradi rabe prostora in povečanja drobljenja habitatov. Nadomestni habitati se sicer financirajo iz sredstev za gradnjo novih avtocest, vendar je škoda kjub vsemu povzročena. Zagovarjajo predvsem stališče, da je namesto novih cest bolje uveljavljati okolju prijaznejše poti in prometna sredstva.
Problem predstavlja tudi dejavno širjenje mest in s tem mestnih cest. Zaradi krajše razdalje in časa potovanja, se zaposleni selijo stran od svojih delovnih mest. To pa vodi do vse več prometa na avtocestah, kar spet zahteva nove ceste oziroma širitev obstoječih ali drugačno prometno politiko.
Eden od načinov za zmanjšanje negativnih vplivov avtoceste na okolje, je metoda združevanja poti (koridorjev). Tako je poleg že obstoječe poti (kot je obstoječa železniška proga) mogoče iskati lokacijo za novo avtocesto. S tem načelom se zmanjša razdrobljenost in prostor manj obremenjuje. Še en ukrep, ki poskuša zmanjšati učinke razdrobljenosti krajine, je gradnja posebnih objektov za prehajanje prosto živečih živali.